# Solanum candolleanum
Espèce
Solanum candolleanum  est une espèce de plante herbacée tubéreuse de la famille des Solanaceae, originaire des montagnes de Bolivie et du Pérou. Elle est apparentée à la pomme de terre cultivée, mais contrairement à celle-ci, elle est diploïde (2n = 2x = 24).
Synonymes :
- Solanum bukasovii Juz. ex Rybin.
- Solanum achacachense Cárdenas
- Solanum ambosinum Ochoa

## Description
Solanum candolleanum est une plante herbacée tubéreuse à port dressé pouvant atteindre 1,2 m de haut.
Elle émet des stolons portant à leur extrémité un tubercule ovoïde, assez grand (jusqu'à 12 cm de long), à peau et à chair blanches.
Les feuilles sont assez grandes, mesurent de 25 à 35 cm de long et de 15 à 25 cm de large. Elles sont composées imparipennées et comptent de 2 à 6 paires de folioles latérales et une foliole terminale nettement plus grande que les autres (jusqu'à 12 cm de long). Ces folioles sont de forme elliptique-lancéolée.
Les fleurs ont une corolle pentamère, arrondie, de 2,5 à 5 cm de diamètre, de couleur variant du bleu clair au pourpre violet.
Elles sont groupées en inflorescences cymeuses ou paniculées comptant jusqu'à une vingtaine de fleurs.
Les fruits sont des baies globuleuses de 3 à 3,5 cm de diamètre, de couleur vertes parfois tachées ou striées de blanc ou de pourpre. Ils contiennent de nombreuses graines ovoïdes de 2 mm de long environ.

## Habitat et distribution
Solanum candolleanum se rencontre dans le nord-ouest de la  Bolivie (provinces d'Eliodoro Camacho, Franz Tamayo, Larecaja, Muñecas et Omasuyos dans le département de La Paz) et dans le sud-est du Pérou (province de Sandia dans la région de Puno).
On rencontre cette pomme de terre sauvage entre 3000 et 4000 mètres d'altitude, préférentiellement dans la ceja de montaña (versant oriental des Andes) et dans les parties humides et fraiches de la puna.